# Działoszyce
Działoszyce est une ville polonaise est un village de la voïvodie de Sainte-Croix et du powiat de Pińczów. Elle est le siège de la gmina de Działoszyce. Elle s'étend sur 1,92 km2 et compte environ 1 040 habitants.